# Corymorpha ameriensis
Corymorpha ameriensis är en nässeldjursart som beskrevs av Stepan'yants 1979. Corymorpha ameriensis ingår i släktet Corymorpha och familjen Corymorphidae.
Artens utbredningsområde är Södra Ishavet. Inga underarter finns listade i Catalogue of Life.